# Каваками, Дзётаро
Дзётаро Каваками (яп. 河上丈太郎; 3 января 1889, Токио — 3 декабря 1965) — японский политик, деятель социал-демократического движения Японии, лидер оппозиции Японии (8 января 1953 — 27 февраля 1955), юрист, педагог.
Был лидером Правой Социалистической партии Японии, затем лидером объединённой Социалистической партии Японии.

## Биография

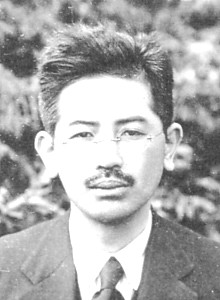
Каваками в молодости

### Ранние годы
Родился в семье торговца пиломатериалами. Под влиянием отца стал ревностным христианином. После начала Русско-японской войны стал проявлять интерес к социалистическим идеям, когда прочёл антивоенную статью Сакаи Тосихико и Котоку Сюсуя. Окончил юридический факультет Токийского университета со специализацией в политических науках.
Работал преподавателем в Университете Риккё и Университете Квансей Гакуин. Познакомился с христианским пацифистским мыслителем Тоёхико Кагавой, благодаря которому стал стремиться воплотить социалистические идеи в жизнь.

### Парламентарий
Будучи членом Японской рабоче-крестьянской партии, отколовшейся от Социал-демократической (Социалистической народной) партии (СДП), участвовал во всеобщих выборах в Японии в 1928 г. Стал его одним из восьми членов парламента от своей левой силы. Поддерживал политику государственного социализма. Хотя ему не удалось добиться переизбрания на выборах 1932 года, Каваками вернулся в парламент на выборах 1936 года, и с этого момента он оставался в Палате представителей.
Голосовал вместе с большинством Социалистической массовой партии за исключение Сайто Такао за его знаменитую антимилитаристскую речь в 1940 году. Некоторое время руководил Ассоциацией помощи трону.
Официально признал свою военную ответственность за участие страны во Второй мировой войне.

### Социалистический лидер

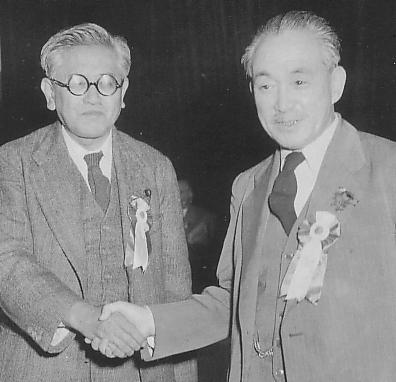
Каваками и Мосабуро Судзуки

В 1955 году, в связи с воссоединением Социалистической партии Японии (ранее расколотой на левую и правую фракции), должность председателя СПЯ отошла Мосабуро Судзуки из Левой Социалистической партии, тогда как лидер Правой СПЯ Каваками стал партийным советником.

Однако вскоре разногласия разожглись с новой силой, и многие лидеры фракции Каваками, такие как Суэхиро Нисио, покинули партию и сформировали Партию демократического социализма в 1960 году. При этом председатель Генерального совета профсоюзов Японии Каору Ота попросил Каваками не уходить в ПДС в обмен на сотрудничество на выборах; Каваками баллотировался на выборах руководства СПЯ, но с небольшим отрывом проиграл кандидату от левых Инэдзиро Асануме. После убийства последнего в октябре 1960 года председателем СПЯ стал Каваками.

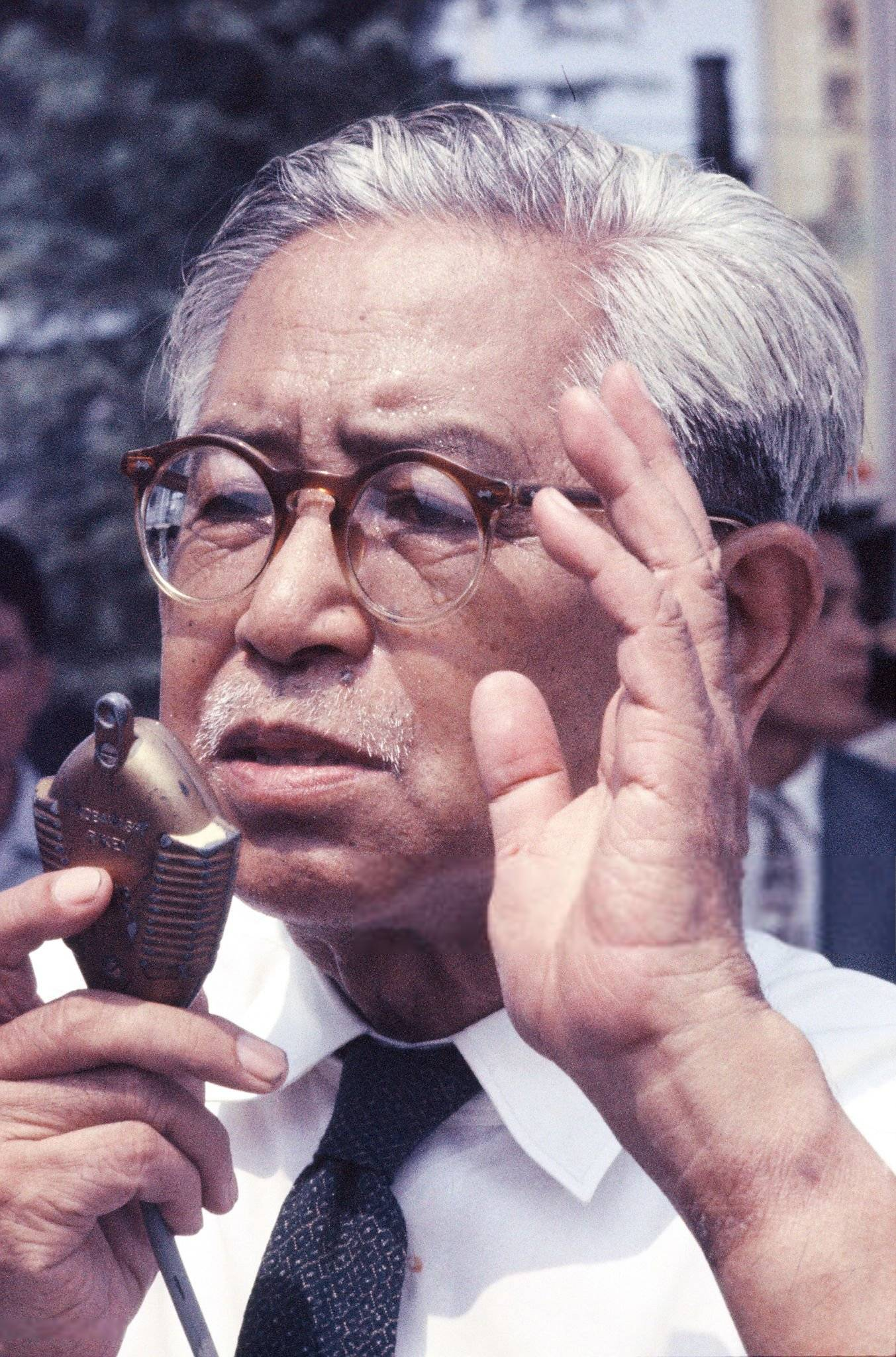
Каваками на уличном митинге в 1963 году

17 июня 1960 года Каваками, энергично участвовавший в движении за мир, получил ножевое ранение в левое плечо от правого деятеля, что, по-видимому, было попыткой покушения.
Будучи лидером социалистов, занимал центристскую позицию и проводил программу «структурной реформы». Когда Каваками ушёл с поста в связи с ухудшением состояния здоровья, его сменил лидер левых Кодзо Сасаки, положивший конец этой реформистской политике и вернувший партию к более ортодоксальной марксистской партийной линии.
Скончался от инсульта, с Библией у постели.